# Jordi Roura
Pour les articles homonymes, voir Roura (homonymie).
Jordi Roura Solà, né le 10 septembre 1967 à Llagostera (province de Gérone, Espagne), est un ancien joueur espagnol de football reconverti en entraîneur. Il jouait au poste d'attaquant.

## Biographie

### Carrière de joueur
Après s'être formé à partir de 1980 à La Masia, où il fait la connaissance de Tito Vilanova et Pep Guardiola, Jordi Roura débute avec l'équipe première du FC Barcelone sous les ordres de Johan Cruijff le 11 septembre 1988 lors d'un match de championnat face à Elche CF (victoire 3 à 0 du Barça). Lors de la saison 1988-1989, il dispute huit matchs avec ce qui allait bientôt devenir la Dream team de Johan Cruijff. La même saison, Roura continue à jouer avec l'équipe réserve, le FC Barcelone B.
Lors de la saison 1989-1990, il tente de s'affirmer au sein de l'équipe première. Il se blesse gravement au genou droit lors du match retour de la Supercoupe d'Europe face à l'AC Milan en 1989. Après cette blessure, il ne parvient pas à récupérer son niveau de jeu et en 1990, après deux saisons avec l'équipe première du Barça, il quitte le club pour rejoindre Murcie. En 1992, il joue à Figueres. En 1993, à l'âge de 26 ans, sa blessure au genou l'oblige à mettre un terme à sa carrière de joueur professionnel.

### Style de jeu
Jordi Roura était un ailier au style typique de La Masia : rapide, habile balle au pied, jouant collé à la ligne de touche, avec un bon débordement et une belle capacité pour centrer.

### Carrière d'entraîneur
Jordi Roura devient directeur technique du club de Terrassa, puis Carles Rexach l'emmène au Japon comme adjoint lors de son passage chez les Yokohama Flugels entre 1996 et 1998.
Entre 2009 et 2012, Jordi Roura fait partie du département de « scouting » du FC Barcelone avec Domènec Torrent et Carles Planchart. Il s'occupe de l'analyse tactique des équipes qui affrontent le Barça. Ses analyses sont ensuite transmises à Pep Guardiola.
En juin 2012, Jordi Roura devient l'adjoint de Tito Vilanova, nouvel entraîneur du FC Barcelone qui succède à Pep Guardiola.
Le 19 décembre 2012, Jordi Roura prend provisoirement les rênes de l'équipe après que Tito Vilanova doive subir une opération et un traitement contre un cancer. Le 22 décembre, Barcelone l'emporte 3 à 1 à Valladolid avec Roura sur le banc.
Le 11 mai 2013, Barcelone est sacré champion d'Espagne.
En mai 2014, Jordi Roura est nommé directeur du football formateur succédant à Guillermo Amor.